# Glyphyalinia pecki
Glyphyalinia pecki är en snäckart som beskrevs av Leslie Raymond Hubricht 1966. Glyphyalinia pecki ingår i släktet Glyphyalinia och familjen Zonitidae. IUCN kategoriserar arten globalt som otillräckligt studerad. Inga underarter finns listade i Catalogue of Life.